# Pedres rúniques d'Oklahoma
Les pedres rúniques d'Oklahoma són un nombre de pedres rúniques trobades a Oklahoma. Totes elles són d'origen modern, i algunes d'elles daten del renaixement viking o fetes per colons escandinaus del segle xix.
La més antiga és la "runa de Heavener", documentada per primer cop el 1923. És la candidata més creïble com a data medieval, però probablement és un artefacte del segle xix realitzat per un immigrant escandinau (possiblement un suec que treballava al dipòsit ferroviari local). Dues altres "runes de Heavener" són, probablement, no rúniques, sinó que mostren incisions d'origen nadiu americà. Altres tres runes, trobades a Poteau, Shawnee i Pawnee, són de data moderna.

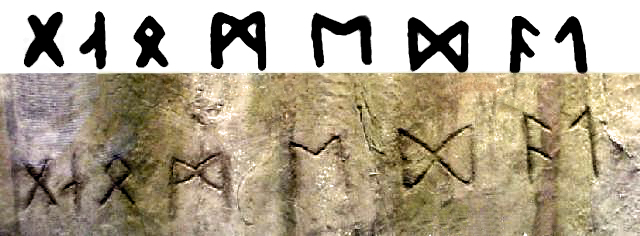
La runa de Heavener

## La pedra rúnica de Heavener
Aquesta pedra rúncia es troba al Parc Heavener Runestone al comtat Le Flore (Oklahoma), vora Heavener. Les runes de la pedra eren ᚷᛆᛟᛗᛖᛞᚨᛐ. La majoria d'aquests caràcters pertanyen al Futhark antic, però la seva "L" final s'inverteix en comparació amb l'última "A", i el segon caràcter és una "A" del Futhark recent. La transcripció és llavors gaomedal, però generalment es pensa que el propòsit és que el segon caràcter sigui un antic futhark "N" (també invertit). La inscripció llavors llegeix gnomedal (ja sigui "vall de gnome", o un nom personal "G. Nomedal"). Els mitjans de comunicació presentats al Centre de Visitants tradueixen la ᛆ com a "L" i afirmen que la inscripció probablement era un marcador de demanda que significa "vall pertanyent a Glome" o "Vall de Glome".
L'arqueòleg Ken Feder assenyala que a diferència de la situació a l'est de Canadà, on s'ha trobat evidències que demostren una presència nòrdica, no s'ha trobat res semblant a prop de Heavener ni tampoc al nord-oest nord-americà. Ell suggereix que "és poc probable que els nòrdics poguessin deixar alguna evidència darrere de la seva presència a Oklahoma."
L'arqueòleg Lyle Tompsen en la seva tesi de màster de 2007 per a la Universitat de Leicester (publicada a ESOP 29 2011:5-43) va examinar les runes i va assenyalar: 
1. No hi ha evidència cultural de vikings a la regió o prop.
2. No s'apropa a aquesta pedra cap enfocament de traducció a l'antic nòrdic.
3. La traducció més probable de pedra és "Gnome Dale" (Vall dels Gnoms).
4. La presència escandinava a la ciutat veïna de Heavener és antiga i la font més fiable de la talla de la pedra.
5. Altres pedres rúniques que se suposen a la regió són creacions modernes o males interpretacions de l'art rupestre natiu americà.

"Sense cap evidència nova, la pedra es considera millor com una creació moderna."
Henrik Williams, professor de llengües nòrdiques a la Universitat d'Uppsala, va visitar Oklahoma en 2015 com a part d'una gira patrocinada per l'Associació Americana d'Estudis Rúnics en col·laboració amb la Universitat d'Uppsala i els Amics d'Amèrica de la Universitat d'Uppsala. En un discurs davant la Cambra de Comerç de Poteau, va dir que la pedra de Heavener "Probablement està entre les 20 més grans que he vist al món, només per la grandària i la naturalesa impressionant". Va dir que probablement era el segle xix amb una probabilitat del 20% de ser el segle X o XI. "Totes les paraules tenien finalitats, fa 1.000 i 500 anys enrere, i això és una cosa que ens resulta inquietant", va dir Williams sobre el final no conforme a la pedra de Heavener. "Cap de les inscripcions nord-americanes mai trobades tenen qualsevol tipus de disposició o ornamentació. Això és una altra cosa que no s'adapta al patró". També va assenyalar que "No hi ha inscripcions vikingues anteriors ni a Islàndia ni a Groenlàndia, així que és un gran salt de Suècia a Heavener."
En 1991, Carl Albert State College a la propera Poteau va canviar la seva mascota per un viking en honor de la pedra.

## Pedres Shawnee i Pawnee

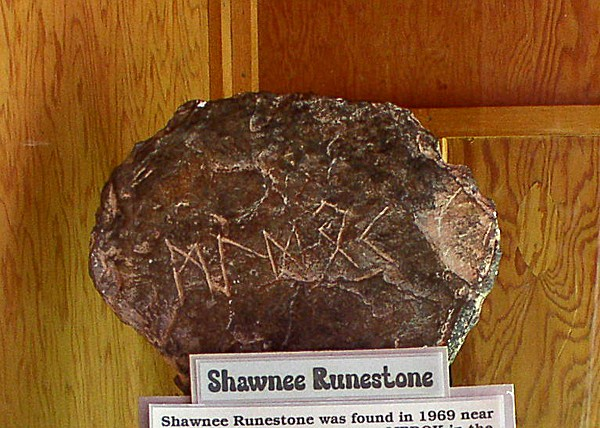
la pedra rúnica Shawnee

La pedra Shawnee va ser trobada en 1969 per tres nens a Shawnee (Oklahoma), a una milla del riu North Canadian, que és tributari del riu Arkansas.
El professor Don G Wyckoff. un arqueòleg de la Universitat d'Oklahoma, va examinar la pedra Shawnee i va assenyalar que és una pedra arenisca permiana roja i suau, escrivint que "la inscripció és ... notablement fresca i segurament no tan desgastada o degradada com la superfície natural de la pedra. El personal d'enquestes ha vist altres exposicions d'aquesta pedra arenisca del Permià que han gravat dates el 1957 que està més desgastades i degradades ..." Tant les runes Shawnee com Pawnee són productes del període modern. La inscripció diu mldok o midok en lletres estàndard futhark antic.

## Pedra de Poteau
La pedra de Poteau fou trobada per col·legials el 1967, vora Poteau al comtat de Le Flore, Oklahoma.
Tompsen també va examinar aquesta pedra, i escriu que està tallada en pedra arenisca i que té una longitud de 15 polzades i que mostra poca contaminació. Llegeix ᚷᛆᛟᛁᛖᚨᛚᚦ i Thompsen escriu: "Aquesta pedra consisteix en una barreja de lletres i alfabets des de diferents moments". Ell transcriu aquests com GLOIEA(?)(?).
De les vuit lletres, cinc són futhark antic i una futhark recent. Els altres dos símbols els denomina "espuris". Ell escriu: "Excloent les dues últimes lletres com a falses, cinc estan a la mateixa pedra de Heavener, l'única que queda és una recta. Als ulls de l'autor, la pedra de Poteau és una còpia de la pedra de Heavener, amb l'addició de tres símbols rúnics falsos com a escriptura-inflació."
El professor suec Henrik Williams considera que la inscripció és moderna, amb la pedra i les marques d'eines no tan degradades com s'esperaria si es tractés del període viking